# Gino Pancino
Gino Pancino (San Giorgio della Richinvelda, 11 de abril de 1943) es un deportista italiano que compitió en ciclismo en la modalidad de pista, especialista en la prueba de persecución por equipos.
Participó en los Juegos Olímpicos de México 1968, obteniendo una medalla de bronce en la prueba de persecución por equipos (junto con Lorenzo Bosisio, Cipriano Chemello, Luigi Roncaglia y Giorgio Morbiato).
Ganó dos medallas en el Campeonato Mundial de Ciclismo en Pista, oro en 1966 y plata en 1967.

## Medallero internacional
| Juegos Olímpicos   | Juegos Olímpicos          | Juegos Olímpicos  | Juegos Olímpicos            |
| Año                | Lugar                     | Medalla           | Competición                 |
| ------------------ | ------------------------- | ----------------- | --------------------------- |
| 1968               | Ciudad de México (México) | Medalla de bronce | Persecución por equipos     |
| Campeonato Mundial |                           |                   |                             |
| Año                | Lugar                     | Medalla           | Competición                 |
| 1966               | Fráncfort (RFA)           | Medalla de oro    | Persecución por equipos (A) |
| 1967               | Ámsterdam (Países Bajos)  | Medalla de plata  | Persecución por equipos (A) |

1. ↑  Compitió en la ronda de clasificación.